# Mingo County
Mingo County är ett administrativt område i delstaten West Virginia, USA. År 2010 hade countyt 26 839 invånare. Den administrativa huvudorten (county seat) är Williamson. 

## Geografi
Enligt United States Census Bureau har countyt en total area på 1 097 km². 1 094 km² av den arean är land och 4 km²  är vatten.

### Angränsande countyn
- Lincoln County - nord
- Logan County - nordost
- Wyoming County - öst
- McDowell County - sydöst
- Pike County, Kentucky - väst
- Martin County, Kentucky - väst
- Wayne County - nordväst
- Buchanan County, Virginia - sydöst